# Очишор (Хунедоара)
Очишор (рум. Ocișor) насеље је у Румунији у округу Хунедоара у општини Ваца Де Жос. Oпштина се налази на надморској висини од 214 m.

## Становништво
Према подацима из 2002. године у насељу је живело 254 становника, од којих су сви румунске националности.